# La muerte de Marat
La muerte de Marat (en francés La mort de Marat o Marat Assassiné) es un cuadro de estilo neoclásico, obra de Jacques-Louis David y una de las imágenes más famosas de la Revolución francesa. Data del año 1793 y mide 165 cm de alto por 128 cm de ancho. La pintura representa al amigo del artista y líder revolucionario francés asesinado, Jean-Paul Marat. Es una de las imágenes más famosas de la época de la Revolución francesa y fue pintada cuando David era el principal pintor neoclásico francés, un montañés y miembro del revolucionario Comité de Seguridad General. Creado en los meses posteriores a la muerte de Marat, el cuadro muestra a Marat muerto en su bañera tras ser asesinado por Carlota Corday el 13 de julio de 1793. El historiador de arte T. J. Clark calificó el cuadro de David como la primera obra modernista por «la forma en que tomó la materia de la política como material, y no la transmutó».
El cuadro forma parte de la colección del Museo Fin-de-Siècle, que forma parte de los Museos Reales de Bellas Artes de Bélgica. Una réplica, realizada por el taller del artista, se expone en el Louvre.

## Contexto
Representa el fallecimiento en 1793 del líder revolucionario francés Jean-Paul Marat, fundador del periódico radical L'Ami du peuple (El amigo del pueblo), líder de los montañeses y muy relacionado con la facción jacobina durante el reinado del Terror, aunque nunca fue un miembro indiscutible. Marat fue apuñalado el 13 de julio de 1793, mientras trabajaba en su bañera, por Carlota Corday, quien apoyaba a la facción girondina, más moderada, y quien culpaba a Marat de las Masacres de septiembre. Corday marchó de Normandía a París obsesionada con la idea de asesinar al hombre a quien ella percibía como una «bestia», para así «salvar a Francia», y consiguió aproximársele usando el subterfugio de alertarle de una supuesta conspiración contrarrevolucionaria. Logró entrar en la casa de Marat con la pretensión de presentarle una lista de gente que debería ser ejecutada como enemigos de Francia. Marat se lo agradeció y le dijo que serían guillotinados la semana siguiente, momento en el cual Corday inmediatamente lo apuñaló con un cuchillo. Carlota fue guillotinada poco después.
Marat solía llevar un turbante empapado en vinagre y tomar baños fríos para suavizar los violentos picores de una enfermedad de la piel que, se decía, había contraído un par de años antes, cuando se vio forzado a esconderse de sus enemigos en las cloacas de París debido a que querían acabar con su vida, y su única escapatoria fue esconderse allí. Exámenes más recientes de los síntomas de Marat han llevado a afirmar que las erupciones cutáneas de Marat venían de una enfermedad celíaca, una alergia al gluten, que se encuentra por lo común en el trigo. Sobre el baño improvisaba un pupitre para escribir sus listas de nombres de gente que debía ser ejecutada por crímenes contra el Estado.
David era un amigo íntimo de Marat, así como un firme partidario de Robespierre y los jacobinos. Quedó abrumado por su capacidad natural para convencer a las masas con sus discursos, algo que él todavía no había logrado a través de la pintura (por no mencionar sus dificultades a la hora de hablar, debido a una deformidad facial causada por una herida durante un duelo). Determinado a conmemorar a su amigo, David no solo le organizó un espléndido funeral, sino que pintó su retrato poco después. Le pidieron que lo hiciera por su anterior cuadro, La muerte de Lepelletier de Saint-Fargeau. (Después de 1826, nadio vio esta obra, representando al primer mártir de la Revolución, un diputado asesinado el 20 de enero. La versión oficial de su muerte fue haber votado la muerte del rey Luis XVI, aunque posiblemente fue también víctima de alguna oscura trama que implicaba a España).
A pesar de la precipitación con la que pintó el cuadro (la obra fue terminada y presentada a la Convención Nacional menos de cuatro meses después de la muerte de Marat), se considera generalmente que es la mejor obra de David, un paso definitivo hacia la modernidad, y una afirmación política inspirada e inspiradora.
La muerte de Marat, quizá la pintura más famosa de David, ha sido llamada la Pietà de la Revolución. Al presentar la pintura a la Convención, dijo: «Ciudadanos, el pueblo llamaba de nuevo a su amigo; su voz desolada fue oída: David, coge tus pinceles..., venga a Marat... Oí la voz del pueblo. Obedecí.» David tuvo que trabajar con rapidez, pero el resultado fue una imagen simple y poderosa.

## Estilo: una paradoja iconográfica

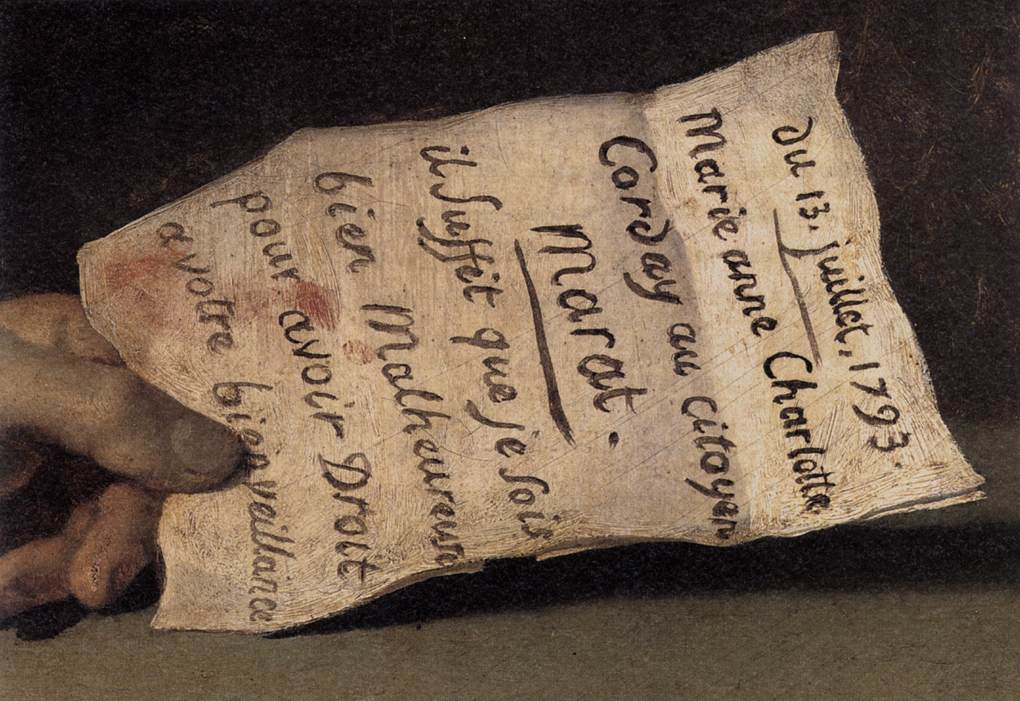
Detalle de La muerte de Marat que muestra el papel que sostiene Marat en su mano izquierda. La hoja dice (en francés): «Il suffit que je sois bien malheureuse pour avoir droit a votre bienveillance» (‘es suficiente que yo sea muy desafortunada para tener derecho a tu benevolencia’).

Aunque la figura del propio Marat está idealizada ―por ejemplo, no se evidencia ninguno de sus problemas de piel que sufría―, los detalles alrededor del modelo se consideran ampliamente verídicos. David dice que visitó a Marat el día anterior a su asesinato y recuerda haber visto la sábana, la alfombra verde, los papeles, y la pluma, diciendo a sus pares de la Convención más tarde que él representaría a su amigo asesinado como él le había visto: «Écrivant pour le bonheur du peuple» (‘escribiendo por el bien del pueblo’). El nombre de la asesina, Carlota Corday (Charlotte Corday), puede verse en el papel que sostiene Marat en su mano izquierda; pero cabe destacar que la asesina ha sido retirada del cuadro, aunque literalmente vemos a Marat exhalando su último aliento, en otras palabras: cuando Corday y muchos otros aún estaban allí presentes (se ha constatado que Corday no intentó escapar). En este sentido, por muy realista que sea en sus detalles, esta pintura, en su conjunto, y desde el principio, es una construcción metódica que se centra en la víctima, una composición llamativa considerada hoy por varios críticos como una «terrible bella mentira» ―ciertamente no es una fotografía en el sentido forense y difícilmente la simple imagen que podría parecer―.
La pintura ha sido comparada a la Piedad de Miguel Ángel ―en particular, el brazo alargado que cuelga en ambas obras―. David era también un conocido admirador de las obras de Caravaggio, especialmente por su composición y luz, y el Santo Entierro (1602-1604), conservado en la Pinacoteca Vaticana, es otra referencia que a menudo se cita. Los parecidos pueden ser el resultado de una «alquimia mental inconsciente» en el cerebro de un artista conocido por su amplia cultura visual, pero puede ser igualmente deliberada. Que David buscara, en el arte, transferir las cualidades sagradas durante largo tiempo asociadas con la monarquía y la Iglesia Católica a la nueva República Francesa es indiscutible -sin duda los líderes del Terror esperaban que él hiciera eso. En consecuencia, pintó a Marat, mártir de la Revolución, en un estilo que recordaba al de un mártir cristiano, con la cara y el cuerpo bañados en una luz suave y brillante, pero tal como el Arte Cristiano había hecho desde el principio, también él jugó aquí con referencias a varios niveles, incluyendo el arte clásico, esto con la finalidad no solo de responder a un acontecimiento político inmediato (aspecto que «comió» la literatura sobre el tema, probablemente debido al impacto de la Revolución francesa sobre la imaginación occidental), sino también para competir con Roma como Ciudad Capital y Madre de las artes, los revolucionarios franceses estarían encantados con la idea de formar una especie de nueva república romana.
Desde esta perspectiva, más modelos, teniendo un origen romano (como un estudiante de la Academia de Francia, David pasó muchos años en Roma donde hizo más de 1000 dibujos conservados en 12 álbumes, copiados de antiguos maestros), posiblemente interfiriera. Bastante interesante resulta observar que la mayor parte de estos modelos (el relieve de Il letto di Policletto del Palacio Mattei, la estatua sobre la fachada de la iglesia jesuita Il Gesù, la Judit con la cabeza de Holofernes pintada por Guido Reni o la copia que hizo Carlo Maratta, etcétera) podían verse en el mismo barrio romano, precisamente aquel en el que permanecía David en la Academia de Francia (que estaba entonces ubicada en Via del Corso, cerca del Campidoglio). Haciéndolo en el largo verano de 1793 (siendo este calor responsable de la rápida descomposición del cadáver de Marat que causó grandes problemas para el funeral), David realmente continuó un proceso de regeneración fascinante (de las artes y de sí mismo) que había empezado a principios de ese año con su Muerte de Lepelletier, una imagen lograda en menos de tres meses, citando su propio Héctor anterior en su obra El dolor y los lamentos de Andrómaca sobre el cuerpo de Héctor (su obra de recepción de 1783 en la Academia), ambas imágenes (Héctor, Lepelletier) reprocesando obras previas tales como El testamento de Eudamidas por Poussin (el más romano de los pintores franceses) antes de 1650, y el San Sebastián grabado por Giuseppe Giorgetti antes de 1672 (para la Basílica de San Sebastián de las Catacumbas en Roma).
Por lo tanto, pocas veces una pintura ha resultado tan paradójica, pues esta imagen polifacética es al tiempo un retrato, una pintura histórica en el más alto grado (el propio David lo subrayó en las listas que más tarde dejó de sus propias obras), una imagen realista, una idealizada, una cuestión candente, y una condensación erudita de múltiples modelos antiguos. La clave de su logro artístico es, por supuesto, el éxito que tuvo en esta mezcla meticulosa, esto para elaborar un poderoso e inolvidable icono para las masas.

## Historia posterior

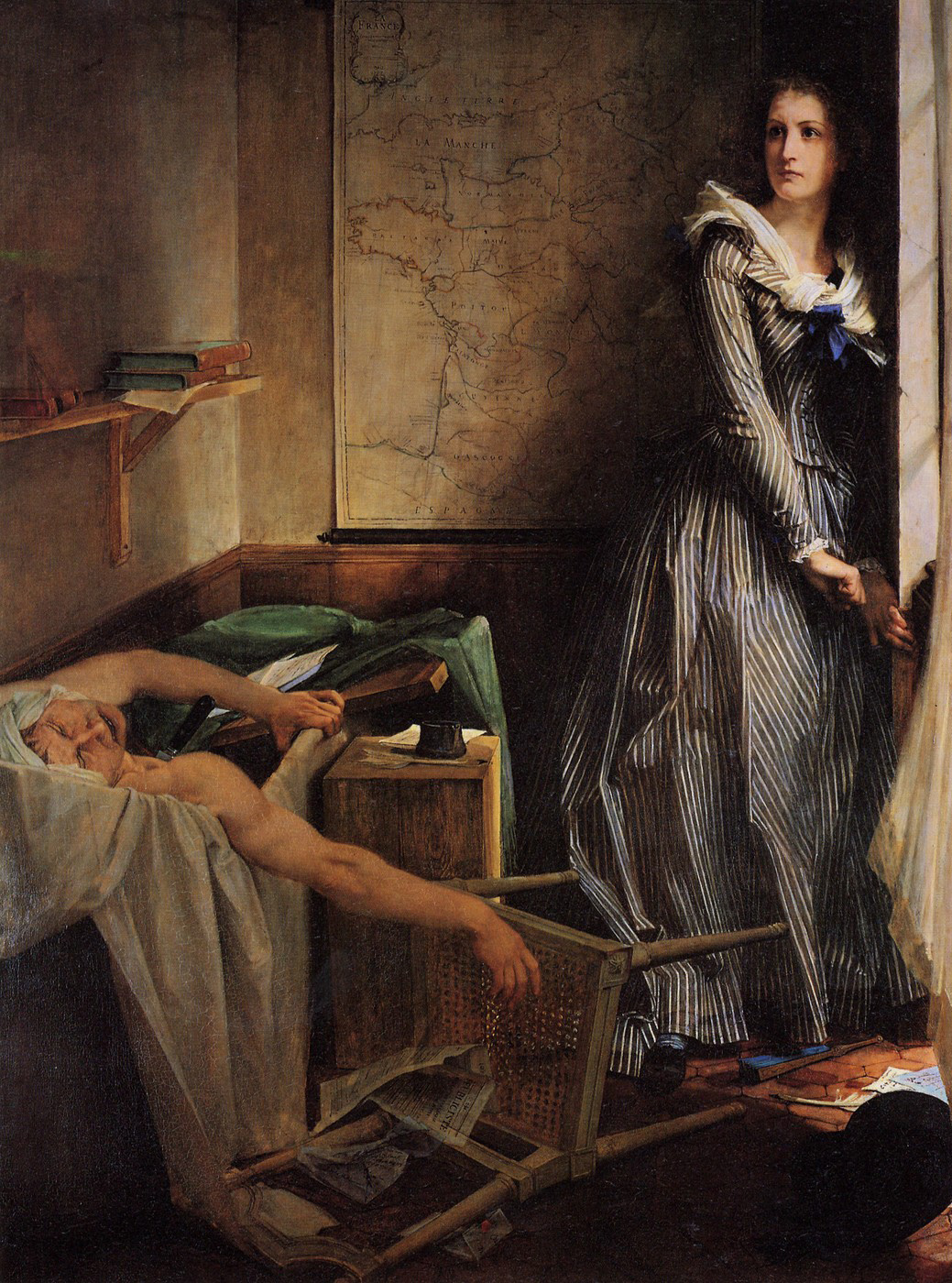
Charlotte Corday por Paul Jacques Aimé Baudry, pintado en 1860.

La pintura fue ampliamente admirada durante El Terror, cuyos líderes ordenaron varias copias de la obra original (las copias se hicieron en 1793-1794 por alumnos de David para servir de propaganda), La muerte de Marat cayó en desgracia al tiempo de la caída y ejecución de Robespierre. Le fue devuelto a David en 1795, siendo él mismo perseguido por su participación en El Terror como amigo íntimo de Robespierre (tuvo que esperar al auge de Napoleón para convertirse en un artista prominente de nuevo). Desde 1795 hasta la muerte de David, el cuadro languideció en la oscuridad y cayó en el olvido. En 1826 (y más tarde), la familia intentó venderlo, sin ningún éxito. Fue redescubierto por los críticos a mediados del siglo XIX, especialmente por Charles Baudelaire, cuyo famoso comentario en 1846 se convirtió en punto de arranque de un creciente interés entre artistas y estudiosos. En el siglo XX, la pintura inspiró a varios pintores (entre ellos a Picasso quien produjo su propia versión) y escritores (el más famoso, Peter Weiss y su obra Marat/Sade). 
La pintura original se encuentra actualmente en los Museos reales de Bellas Artes de Bruselas, y allí están como afortunado resultado de una decisión de la familia, que se la ofreció, en 1886, a la ciudad donde el pintor había vivido en paz y murió en el exilio después de la caída de Napoleón. Alguna de las copias (el número exacto de las mismas se desconoce) hechas por alumnos de David (entre ellos, Serangeli y Gérard) sobrevivieron, y se encuentran en los museos de Dijon, Reims y Versalles.
La muerte de Marat fue pintada por otros artistas, incluyendo Charlotte Corday por Paul Baudry, pintada en 1860, casi un siglo después del asesinato, durante el Segundo Imperio. Esta pintura, ejecutada cuando la «leyenda negra» de Marat (el monstruo airado insaciablemente sediento de sangre) estaba ampliamente difundida entre la gente educada, representa a Carlota Corday como un verdadero héroe de Francia, un modelo de virtud para las generaciones más jóvenes.

## Filmografía
- Danton (A. Wajda, France, 1982) - Drama histórico (varias escenas en el taller de David, incluyendo una que muestra la pintura del retrato de Marat).

- Datos: Q636537
- Multimedia: La Mort de Marat (Jacques-Louis David) / Q636537